# Memories Are Made of This
Memories Are Made of This ist ein Popsong, der 1955 in der Originalfassung von Mindy Carson erschien, aber erst als Millionenseller in der Version von Dean Martin weltbekannt wurde. Als Heimweh war das Lied ein Millionenseller für Freddy Quinn und dominierte 1956 die deutsche Hitparade.

## Entstehungsgeschichte
Unsicher ist die Entstehungsgeschichte des Songs. Komponiert wurde er 1955 von dem Trio Terry Gilkyson, Richard Dehr und Frank Miller, das ab 30. November 1955 als Folk-Trio unter dem Namen Terry Gilkyson & The Easy Riders auftrat. Da das Trio seine ersten Aufnahmen erst am 31. Mai 1956 für Columbia Records einspielte, gilt es nicht als Originalinterpret von Memories Are Made of This.
Auf die Sängerin Mindy Carson dürfte die Originalfassung zurückzuführen sein, da sie Memories Are Made of This am 9. September 1955 für Columbia Records (#40573) aufgenommen hatte. Mit Platz 53 der Pop-Hitparade geriet der Song zunächst in Vergessenheit. Das änderte sich jedoch, als der erfolgsgewöhnte Dean Martin am 28. Oktober 1955 eine Coverversion hiervon einspielte, und zwar mit Terry Gilkyson & The Easy Riders als Hintergrundchor. Die im November 1955 veröffentlichte Single (Capitol #3295) blieb für sechs Wochen auf dem ersten Rang der Popcharts und verkaufte sich über eine Million Mal. Er kam damit 1956 nicht nur in den USA, sondern auch in Großbritannien auf Platz 1 der Charts. An diesem Erfolg wollte auch Dot Records partizipieren und veröffentlichte ebenfalls im November 1955 mit Gale Storm (Dot #15436) ein Cover, das Platz fünf erreichte.
Als erste Single von Freddy Quinn erschien im Juni 1956 der Song auch in einer deutschen Fassung unter dem Titel Heimweh, der für 14 Wochen auf Platz 1 der deutschen Charts blieb und Dean Martins Erfolg mit weltweit acht Millionen verkauften Exemplare deutlich übertraf. Anschließend kam auch die Originalversion von Mindy Carson auf den deutschen Markt (Philips # 321 818 BF).
Nach dem gescheiterten ungarischen Volksaufstand von 1956 wurde das Lied mit einem neuen Text versehen. Als Honvágy-dal (Das Lied vom Heimweh) wurde das Lied die inoffizielle Hymne der geflüchteten Revolutionäre und unter anderem von Ida Boros aufgenommen.

Mindy Carson - Memories Are Made of This
Mindy Carson - Memories Are Made of This
Dean Martin - Memories Are Made of This
Gale Storm - Memories Are Made of This
- Drifters - At The Club & Memories Are Made of This

## Coverversionen
Die Komposition erhielt einen BMI-Award und wird vom BMI mit insgesamt 17 Coverversionen geführt, COVER.INFO zufolge existieren rund 100 Fassungen. Darunter befinden sich:
- Dean Martin Memories Are Made of This (1955)[4]
- Gale Storm Memories Are Made of This (1955)
- Freddy Quinn Heimweh (Dort wo die Blumen blüh'n) (1956)
- The Everly Brothers Memories Are Made of This (1960)
- Ray Conniff Memories Are Made of This (1961)
- Paul Anka Memories Are Made of This (1963)
- Little Richard Memories Are Made of This (1964)
- The Drifters At The Club / Memories Are Made of This (1972)
- ZK später Die Toten Hosen Heimweh (1980)
- Statler Brothers Memories Are Made of This (1981)
- Stephan Remmler und die Schatzsucher Heimweh (1991)
- Erste Allgemeine Verunsicherung Alk-Parade (1991)
- Patent Ochsner Heimweh (1993)
- Kirlian Camera Memories Are Made of This (1994)
- Johnny Cash Memories Are Made of This (1996)
- Element of Crime Heimweh (2004) Soundtrack von Die fetten Jahre sind vorbei